# Estación de Valongo
La Estación Ferroviaria de Valongo, igualmente conocida como Estación de Valongo, es una plataforma ferroviaria de la línea del Duero, que sirve a la localidad de Valongo, en el Distrito de Porto, en Portugal.

## Características

### Localización y accesos
Esta plataforma se encuentra en la localidad de Valongo, con acceso por la calle de la Estación.

### Descripción física
En 2010, la estación disponía de tres vías de circulación, con 274, 252 y 219 metros de longitud; ambas plataformas presentaban 229 metros de longitud, y una altura de 70 centímetros.

## Historia
El tramo entre Ermesinde y Penafiel de la línea del Duero, donde esta plataforma se inserta, abrió a la explotación en 1875.
En 1933, la Comisión Administrativa del Fondo Especial de Ferrocarriles autorizó, entre otras obras, el arreglo del muelle en esta estación.